# Mount Vernon (Maryland)
Mount Vernon é uma Região censo-designada localizada no estado americano de Maryland, no Condado de Somerset.

## Demografia
Segundo o censo americano de 2000, a sua população era de 761 habitantes.

## Geografia
De acordo com o United States Census Bureau tem uma área de
41,2 km², dos quais 34,0 km² cobertos por terra e 7,2 km² cobertos por água.

## Localidades na vizinhança
O diagrama seguinte representa as localidades num raio de 20 km ao redor de Mount Vernon.